# Instituto Igualdad
El Instituto Igualdad es un think tank chileno creado por el Partido Socialista de Chile en donde, según la propia fundación, sus objetivos "son la contribución al fortalecimiento de las instituciones democráticas y republicanas de Chile, y la difusión de las ideas democráticas en un marco de igualdad social, crecimiento económico con bienestar, integración y cohesión social, con respeto pleno de la pluralidad y la libertad".

## Historia

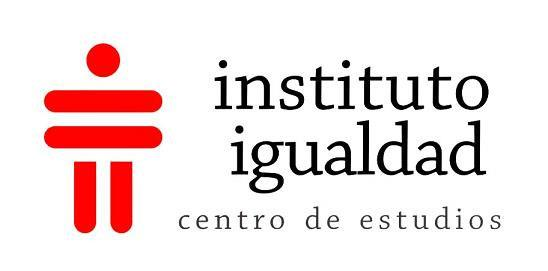
Primer logotipo del Instituto.

El instituto fue fundado por la dirección del Partido Socialista para que en sus inicios promoviera la creación intelectual y contribuyera a la formación y educación política de los militantes del partido, para después evolucionar en un centro de estudios y think tank que apoyara al partido y la coalición de gobierno oficialista en aquella época, la Concertación, en el desarrollo, aplicación y formación de políticas públicas a nivel nacional. Después de la disolución del conglomerado el 2010, la fundación dio asesoría a la Nueva Mayoría durante el segundo gobierno de Michelle Bachelet, especialmente en la reforma tributaria impulsada por el ejecutivo.
De igual forma el instituto ha brindado asesoría legislativa externa para los diputados y senadores del partido a través de un «Observatorio Legislativo», el cual tiene como objetivo dar "seguimiento de las iniciativas legales de mayor relevancia para el desarrollo democrático e inclusivo".
En el contexto del proceso constituyente para una nueva constitución, el instituto abrió un «Observatorio Constituyente» en conjunto a la Fundación Friedrich Ebert, liderado por Flavio Quezada —miembro de la Comisión Experta—, para dar seguimiento al proceso de redacción constitucional y asesoramiento al Colectivo Socialista.
Además de esto, el Instituto ha desarrollado a lo largo de su historia varias actividades entre las que se cuentan la realización de seminarios, conversatorios, talleres de trabajo, publicaciones de documentos y elaboración de insumos, y eventos de capacitación, sobre diversos temas ya sea de manera individual o en conjunto con otras organizaciones e instituciones de la sociedad civil o del Estado.

## Relaciones internacionales
La fundación mantiene una red de contactos políticos y académicos, tanto dentro de Chile como en el exterior, con una gama de instituciones afines, especialmente de América Latina y Europa.
El Instituto Igualdad es miembro pleno del proyecto PAOLA, acuerdo de cooperación internacional llevado a cabo por el Centro Internacional Olof Palme (ligado al Partido Socialdemócrata Sueco) y el propio Instituto, que tiene como objetivo principal fortalecer en el mediano y largo plazo el desarrollo democrático de América Latina, buscando fortalecer a partidos y organizaciones miembro. Entre los miembros de PAOLA se encuentran: Colombia Humana, Partido Democrático Trabalhista, Fundación Perseu Abramo, Partido Socialista del Uruguay, Partido Socialista de Argentina, Partido Acción Ciudadana, entre otros.
Además, el instituto tiene relaciones cordiales con la Fundación Friedrich Ebert, ligada al Partido Socialdemócrata de Alemania, con los cuales ha colaborado recurrentemente.

## Programa
El trabajo del Instituto se desarrolla y divide con base en ejes temáticos, los cuales son los siguientes: Agroforestal, Comunicaciones, Constitucional, Derechos Humanos, Ecoigualdad, Economía, Educación, Feminismo Socialista, Indígena, Infancias, Infraestructura y Transporte, Internacional y Defensa, Memoria e Historia Socialista, Participación Ciudadana, Salud, Trabajo y CTCI.
Cada una de estas temáticas y ejes tiene un responsable de hacer ejecutar el programa, esto bajo supervisión del coordinador de programa.

## Equipo

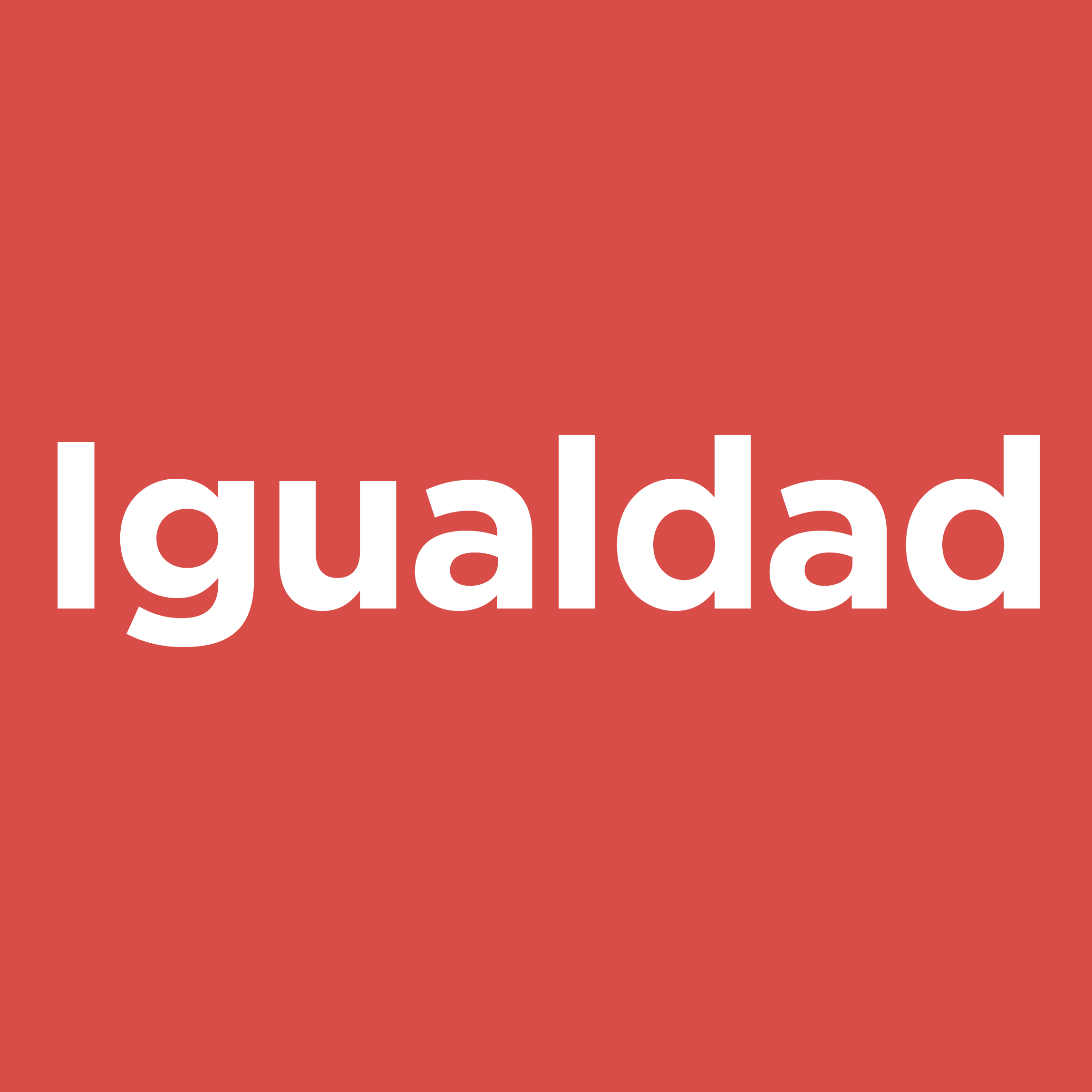
Logotipo en texto de la fundación.

### Directorio
El directorio está compuesto por:
- Presidente: Ricardo Solari
- Directores: Orlando Olivera, Paula Fariña, Rafael Pizarro, Carolina Carrera, María Isabel Díaz.

### Equipo ejecutivo
El equipo ejecutivo está compuesto por:
- Director ejecutivo: Fernando Krauss Ruz
- Coordinador de programa: Fernando Krauss Ruz
- Administradora: Virginia Vilches

#### Equipos de trabajo
Los equipos de trabajo y sus respectivos encargados son:
- Observatorio Constituyente: Flavio Quezada
- Observatorio Legislativo: Hermes Ortega
- Proyecto PAOLA en América Latina: Maximiliano Morán